# Marcin Rojewski
Marcin Aleksander Rojewski (ur. 12 grudnia 1798 w Pułtusku, zm. 20 grudnia 1880 w Nancy) – uczestnik powstania listopadowego, polski działacz społeczny na emigracji.

## Życiorys
Był synem Andrzeja (ziemianina) i Agnieszki. Uczęszczał do Szkoły Departamentalnej (potem Wojewódzkiej) Bernardynów w Pułtusku. Od września 1820 służył w 3 Pułku Piechoty Liniowej, w 1821 uzyskał awans na podoficera, w 1827 został skierowany do Szkoły Podchorążych Piechoty w Warszawie. Uczestniczył w wypadkach nocy z 29 na 30 listopada 1830, wkrótce otrzymał awans na podporucznika, w czerwcu 1831 na porucznika, we wrześniu 1831 - na kapitana. Od czerwca 1831 służył w 14 pułku piechoty liniowej. Brał udział w wielu bitwach i potyczkach powstania listopadowego, m.in. pod Grochowem, Dębem Wielkim, Iganiami i Ostrołęką. 10 marca 1831 został odznaczony Złotym Krzyżem Orderu Virtuti Militari.
Po upadku powstania opuścił Polskę wraz z korpusem generała Girolamo Ramorino, udając się przez Morawy do Francji. W 1832 osiadł w Bourges, rok później w Nancy (Lotaryngia). W kraju otrzymał zaoczny wyrok śmierci za udział w wypadkach Nocy Listopadowej. Pracował w Nancy jako nauczyciel w Szkole Polskiej dla dzieci emigrantów, działał w Towarzystwie Św. Wincentego a Paulo, prowadził działalność charytatywną zarówno na rzecz Polaków, jak i ludności miejscowej. Nie angażował się w działalność polityczną Wielkiej Emigracji, ograniczając kontakty do próśb o pomoc w sprawach materialnych. Po kolejnej fali emigracyjnej (związanej z wydarzeniami Wiosny Ludów) współtworzył Instytucję Czci i Chleba - Stowarzyszenie Podatkowe (tzw. Komisja Weteranów). Około 1867 wyjechał na kilka lat do Rzymu, gdzie zamierzał wstąpić do żuawów papieskich; nie został przyjęty do służby ze względu na podeszły wiek, ale uzyskał audiencję prywatną u Piusa IX. Po powrocie do Francji rozdał swój majątek (m.in. na budowę kościoła w Perigueux, departament Dordogne), dla siebie zachowując dożywotnią rentę. Ostatnie lata życia spędził w szpitalu St. Julien w Nancy. Zmarł w Nancy, tam również został pochowany.
Był dwukrotnie żonaty (z Francuzkami); sam uzyskał francuską naturalizację w latach 50.
Źródła:
- Janusz Pezda, Marcin Rojewski, w: Polski Słownik Biograficzny, tom XXXI, 1989